# Mesanthemum
Mesanthemum es un género  de plantas con flores perteneciente a la familia Eriocaulaceae. Es nativo del África tropical y Madagascar. Comprende 22 especies descritas y de estas, solo 15 aceptadas.

## Taxonomía
El género fue descrito por Friedrich August Körnicke  y publicado en Linnaea 27: 527. 1856. La especie tipo es:  Mesanthemum pubescens Körn.

## Especies seleccionadas
- Mesanthemum africanum
- Mesanthemum albidum
- Mesanthemum angustitepalum
- Mesanthemum auratum
- Mesanthemum bennae